# Ethias Trophy

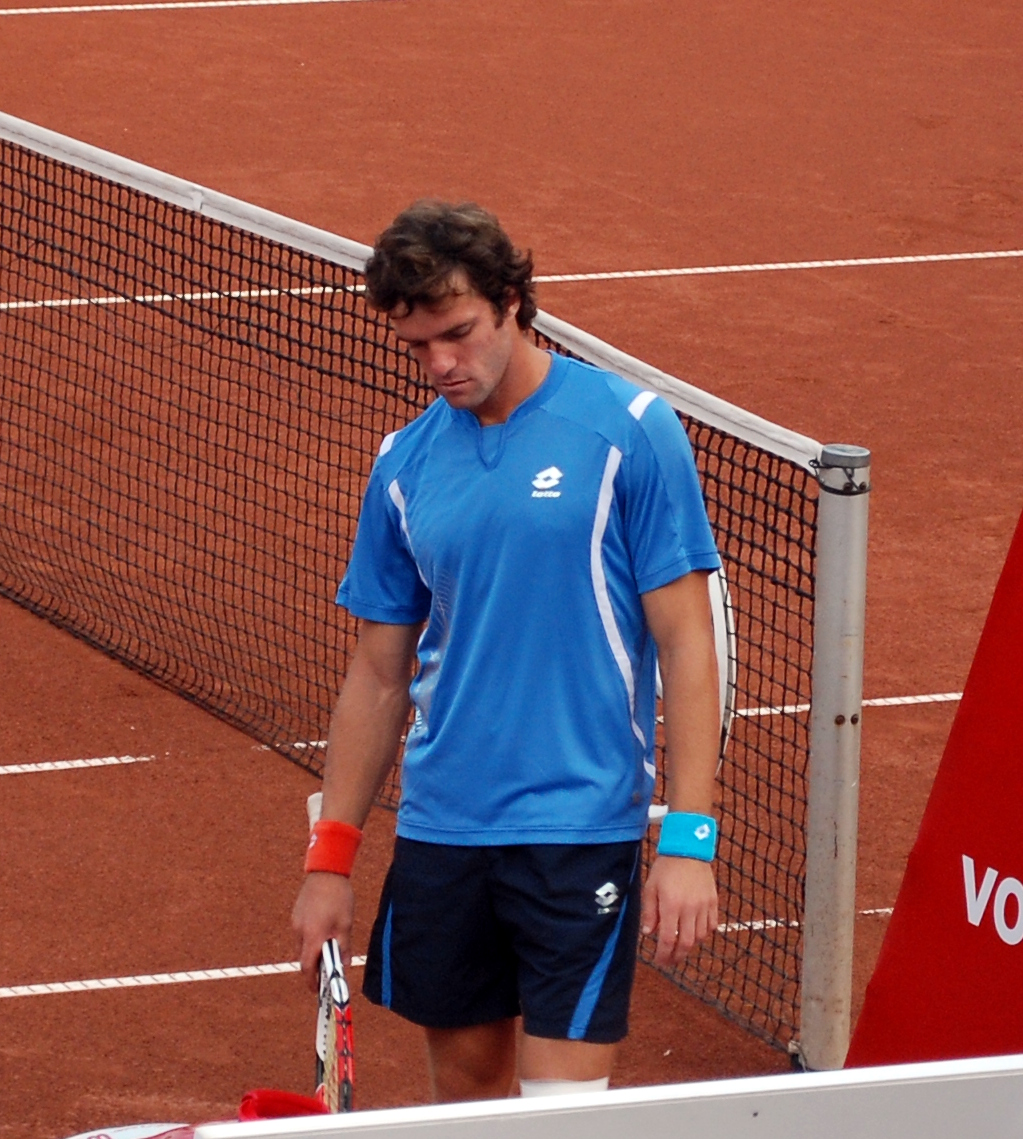
Rosjanin Tejmuraz Gabaszwili, zwycięzca Ethias Trophy 2008 w grze pojedynczej

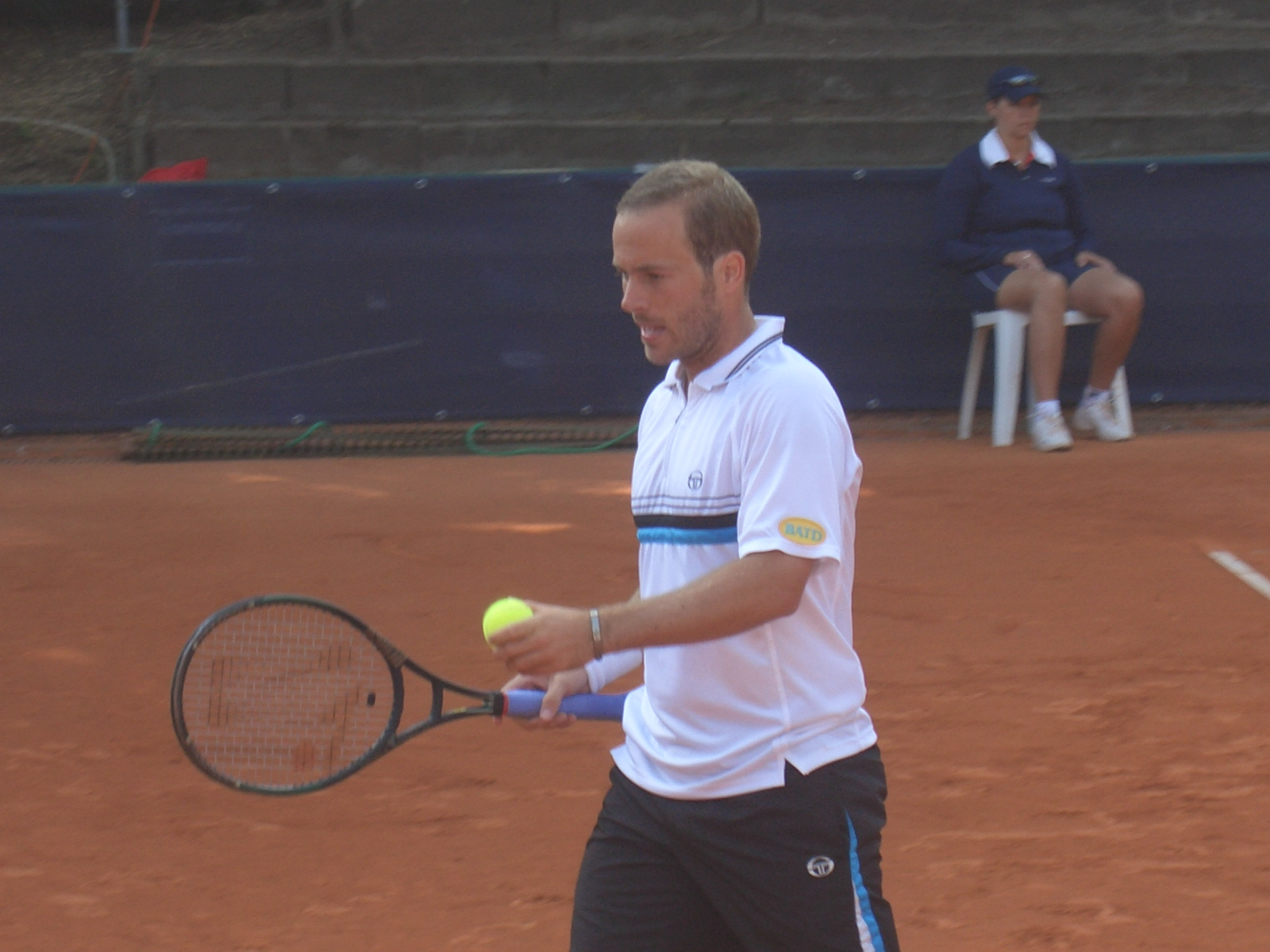
Olivier Rochus, zwycięzca inauguracyjnej edycji Ethias Trophy

Ethias Trophy – męski turniej tenisowy rangi ATP Challenger Tour, rozgrywany na kortach twardych w belgijskim Mons w latach 2005–2016.

## Mecze finałowe

### Gra pojedyncza
| Rok  | Mistrz              | Finalista              | Wynik               |
| 2016 | Jan-Lennard Struff  | Vincent Millot         | 6:2, 6:0            |
| 2015 | Illa Marczenko      | Benjamin Becker        | 6:2, 6:7(8), 6:4    |
| 2014 | David Goffin        | Steve Darcis           | 6:3, 6:3            |
| 2013 | Radek Štěpánek      | Igor Sijsling          | 6:3, 7:5            |
| 2012 | Kenny de Schepper   | Michaël Llodra         | 7:6(7), 4:6, 7:6(4) |
| 2011 | Andreas Seppi       | Julien Benneteau       | 2:6, 6:3, 7:6(4)    |
| 2010 | Adrian Mannarino    | Steve Darcis           | 7:5, 6:2            |
| 2009 | Janko Tipsarević    | Serhij Stachowski      | 7:6(4), 6:3         |
| 2008 | Tejmuraz Gabaszwili | Édouard Roger-Vasselin | 6:4, 6:4            |
| 2007 | Ernests Gulbis      | Kristof Vliegen        | 7:5, 6:3            |
| 2006 | Janko Tipsarević    | Alex Bogdanovic        | 6:4, 1:6, 6:2       |
| 2005 | Olivier Rochus      | Xavier Malisse         | 6:2, 6:0            |

### Gra podwójna
| Rok  | Mistrzowie                         | Finaliści                                | Wynik                |
| 2016 | Julian Knowle Jürgen Melzer        | Sander Arends Wesley Koolhof             | 7:6(4), 7:6(4)       |
| 2015 | Ruben Bemelmans Philipp Petzschner | Rameez Junaid Igor Zelenay               | 6:3, 6:1             |
| 2014 | Marc Gicquel Nicolas Mahut         | Andre Begemann Julian Knowle             | 6:3, 6:4             |
| 2013 | Jesse Huta Galung Igor Sijsling    | Eric Butorac Raven Klaasen               | 4:6, 7:6(2), 10–7    |
| 2012 | Tomasz Bednarek Jerzy Janowicz     | Michaël Llodra Édouard Roger-Vasselin    | 7:5, 4:6, 10–2       |
| 2011 | Johan Brunström Ken Skupski        | Kenny de Schepper Édouard Roger-Vasselin | 7:6(4), 6:3          |
| 2010 | Filip Polášek Igor Zelenay         | Ruben Bemelmans Yannick Mertens          | 3:6, 6:4, 10–5       |
| 2009 | Denis Istomin Jewgienij Korolow    | Alejandro Falla Tejmuraz Gabaszwili      | 6:7(4), 7:6(4), 11–9 |
| 2008 | Michal Mertiňák Lovro Zovko        | Yves Allegro Horia Tecău                 | 7:5, 6:3             |
| 2007 | Tomasz Bednarek Filip Polášek      | Philipp Petzschner Alexander Peya        | 6:2, 5:7, 10–8       |
| 2006 | Jean-Claude Scherrer Lovro Zovko   | Jordan Kerr David Škoch                  | 6:2, 6:4             |
| 2005 | Christopher Kas Philipp Petzschner | Tomáš Cibulec Tom Vanhoudt               | 7:6(4), 6:2          |